# Kanton Ratingen
Der Kanton Ratingen war ein Kanton im Großherzogtum Berg und gehörte zum Arrondissement oder Bezirk Düsseldorf im Departement des Rheins. Hauptort war die Stadt Ratingen. 
Der Kanton wurde per Dekret vom 14. November 1808 eingerichtet. Seine amtliche Einwohnerzahl betrug 13.713.
Ihm stand nach dem Dekret vom 15. März 1812 ein Deputierter im Collegium zu; seine Kantonsversammlung umfasste 50 Notabeln, die aus den 160 höchst zu besteuernden Bürgern gewählt wurden.

## Orte
Der Kanton umfasste
- die Stadt Ratingen als Hauptort,
- die Stadt Kaiserswerth,
- das frühere Amt Angermund mit
  - dem Flecken Angermund
  - den Honschaften Rath, Lohhausen, Stockum, Kalkum, Einbrungen, Wittlar, Bockum, Mündelheim, Ehingen, Serm, Huckingen, Lintorf, Eggerscheid, Bracht, Eckamp, Homberg, Belscheid und Hösel
- das frühere Amt Landsberg mit den Honschaften Breitscheid, Selbeck, Mintard und Laupendahl
- aus dem früheren Amt Duisburg die Dörfer Wanheim und Angerhausen.